# George FitzRoy (1. książę Northumberland)

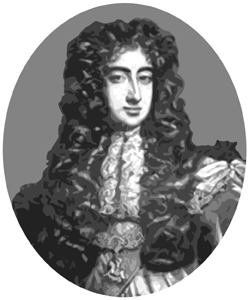
Jego Łaskawość Książę Northumberland

George FitzRoy (ur. 28 grudnia 1665 w Oksfordzie, zm. 28 czerwca 1716 w Epsom) – trzeci i najmłodszy nieślubny syn króla Anglii i Szkocji Karola II i Barbary Palmer. 1 października 1674 r. został mianowany hrabią Northumberland, wicehrabią Falmouth i baronem Pontefract. 6 kwietnia 1683 r. otrzymał tytuł księcia Northumberland.
Urodził się w oksfordzkim Merton College. W 1682 r. udał się z tajną misją do Wenecji. Po powrocie w 1684 r. został kawalerem Orderu Podwiązki (8 kwietnia). Latem tego samego roku walczył jako ochotnik po stronie francuskiej podczas oblężenia Luksemburga. W 1687 r. został dowódcą 2 regimentu gwardii konnej. W 1688 r. został Lordem Bedchamberem króla Jakuba II. W 1701 r. został konstablem zamku Windsor i Lordem Namiestnikiem Surrey. W 1712 r. został dodatkowo Lordem Namiestnikiem Berkshire. W 1703 r. został pułkownikiem Królewskiego Regimentu Konnego. 10 stycznia 1710 r. otrzymał stopień generała-porucznika. 7 kwietnia 1713 r. został pasowany na członka Prywatnej Rady.
15 marca 1686 r. poślubił Catherine Wheatley (przed 1671 – 25 maja 1714), córkę Roberta Wheatleya. Catherine nie spodobała się jednak księciu. Podobno Northumberland razem ze swoim bratem, księciem Grafton, wysłał ją na kontynent, do angielskiego konwentu w Gandawie. Po śmierci Catherine, Northumberland ożenił się ponownie (10 marca 1715 r.) z Mary Dutton (przed 1700 – 27 sierpnia 1738), córką Henry’ego Duttona.
Northumberland zmarł nagle w Epsom w 1716 r. Został pochowany w Opactwie Westminsterskim 11 lipca 1716 r. Nie pozostawił po sobie legalnego potomstwa. Wraz z jego śmiercią wygasły wszystkie jego tytuły.